# Francisco de las Casas
Francisco de las Casas (1479-1536) fue un conquistador español de México y Honduras. 
Francisco de las Casas nació en Trujillo, Cáceres, en 1479. Hijo de Juan de las Casas y Marta de Orellana, hija de Pedro de Orellana, señor de Orellana de la Sierra. Su infancia y juventud transcurren entre Trujillo y Puerto de Santa Cruz, localidad cercana a Trujillo. Casa en 1512 con María de Aguilar, hija de Gonzalo de Aguilar y Juana Sánchez Altamirano, matrimonio que le emparenta con Hernán Cortés. 

## Al servicio de Hernán Cortés
En octubre de 1522, Francisco de las Casas se encontraba en España cuando el rey Carlos V provocó un conflicto en el gobierno de la Nueva España al designar a Hernán Cortés como Gobernador. La proclamación real fue confiada a Rodrigo de Paz y a Francisco de las Casas. Viajaron a México por el camino de Cuba, donde pararon a notificar la noticia al gobernador, Diego Velázquez de Cuéllar, enemigo político de Cortés. Su llegada a la Ciudad de México en 1523 y la noticia de la que eran portadores, fueron motivo de celebración. Cortés recompensó a Francisco de las Casas nombrándolo capitán y la encomienda de Yanhuitlan. Francisco fue elegido alcalde mayor de la Ciudad de México en 1524. 

## Colonia de Honduras
En enero de 1524, Cortés dirigió al capitán Cristóbal de Olid a establecer una colonia para él en Honduras. Olid navegó con una flota de buques y con más de 400 soldados y colonos. Viajó primero a Cuba a recoger municiones que Cortés había dispuesto para él, donde el gobernador Velázquez le convenció para que reclamase la colonia que había fundado como suya. Olid navegó desde Cuba hasta la costa de Honduras, desembarcando en Triunfo de la Cruz donde inicialmente se estableció y se declaró gobernador. 
En 1524 Hernán Cortés, al enterarse de la insurrección de Olid, envió a su primo Francisco de las Casas junto con varios barcos a Honduras para destituir a Olid y reclamar el área de Cortés. Sin embargo, Las Casas perdió la mayoría de su flota en una serie de tormentas a lo largo de las costas de Belice y Honduras. Sus barcos llegaron a la bahía de Trujillo, donde Olid había establecido su cuartel general. 
Cuando Las Casas llegó al cuartel general de Olid, una gran parte del ejército de Olid estaba fuera, ocupado con la amenaza de un grupo de españoles bajo el mando de Gil González Dávila. Sin embargo, Olid decidió lanzar un ataque con dos carabelas. Las Casas devolvió el fuego y mandó grupos embarcados que capturaron los barcos de Olid. Bajo las circunstancias, Olid propuso una tregua que Las Casas aceptó, y sus fuerzas no desembarcaron. Durante la noche, una feroz tormenta destruyó su flota y perdió casi un tercio de sus hombres. El resto fueron hechos prisioneros después de dos días de exposición y sin alimento. Después de ser obligados a jurar lealtad a Olid, fueron liberados. No obstante, Las Casas fue retenido como prisionero, al que pronto se le unió González, quien fue capturado por las fuerzas de interior de Olid. 
Los registros españoles mantienen dos historias diferentes sobre lo que ocurrió después. En una versión, los hombres de Olid se rebelaron y juraron lealtad a Las Casas, y Olid juzgado y decapitado en Trujillo. En otra versión, Olid escapa y se esconde en Naco, donde Las Casas lo encuentra y lo mata en una pelea de cuchillos. 
Ambos capitanes volvieron a México para obtener refuerzos para la colonia. Mientras tanto, Cortés había recorrido por tierra la distancia entre México y Honduras, llegando en 1525, por lo que él no estaba en la Ciudad de México cuando Las Casas y González llegaron. Cortés ordenó la unión de dos ciudades, Nuestra Señora de la Natividad, cerca del moderno Puerto Cortés, y Trujillo, nombrando a Francisco de las Casas gobernador. Sin embargo, tanto Las Casas como Cortés volvieron a México antes de finales de 1525, donde Francisco fue arrestado y llevado de vuelta a España como prisionero de Estrada y Alboronoz por la muerte de Olid. Francisco regresó a México en 1527, y volvió de nuevo a España con Cortés en 1528. Tras ser exonerado se retiró a su encomienda de Yanhuitlan hasta su muerte en 1536.

## Asentándose y envejeciendo
En Yanhuitlan, a Cortés se le atribuye dar a María de Aguilar, la esposa de Francisco, las semillas de morera para empezar la industria de seda por la cual Yanhuitlan se hizo famoso en el periodo colonial. En 1567, su hijo Gonzalo contrató al pintor Andrés de Concha para pintar las imágenes en el retablo de la iglesia de Yanhuitlan, Oaxaca, su encomienda.